# سیدلی (آق‌دام)
سیدلی (به لاتین: Seyidli) یک منطقه مسکونی در جمهوری آذربایجان است که در شهرستان آق‌دام واقع شده است.